# Francuska Zapadna Afrika
Francuska Zapadna Afrika (fra. Afrique occidentale française, A.O.F.) bila je francuska kolonija u razdoblju između 27. listopada 1895. i 5. listopada 1958. godine.
Federacija je obuhvaćala: Mauritaniju, Senegal, Francuski Sudan (danas Mali), Francusku Gvineju (danas Gvineja), Obalu Bjelokosti, Francusku Gornju Voltu (danas Burkina Faso), Dahomej (danas Benin) i Niger. Kolonija se nastala osvajanjem između ostalih: kraljevstava Dahomej, Benin, Toucouleur, Kénédougou i Wassoulou.
Glavni grad kolonije bio je do 1902. Saint-Louis a poslije toga Dakar. Šesterosobni stan u novogradnji u Dakaru mogao je ranih 1950-ih koštati 75 000 afričkih franaka mjesečno ili 180 funti. Od tadašnjih 267 000 stanovnika njih 32 050 bili su Europljani. Od toga je bilo 22 700 Francuza iz Francuske, 1 950 mješanaca, 6 200 Libanonaca i Sirijaca te 2 100 stranaca. U muzeju Francuskoga instituta za Crnu Afriku bile su izložene slamnate i svilene dragocjenosti sudanskog naroda Somraj, dvometarske pernate kamerunske maske, željezni utezi u obliku mačeva i škorpiona naroda Bauke, gvinejske zmije i fetiši itd.
Na površini od oko 4,7 mil. km2 živjelo je 1895. oko 10 milijuna stanovnika, a pri raspadu federacije oko 25 milijuna. U Mauretaniji su postojale dvije srednje škole. Godine 1952. u Bjelokosnoj Obali proizvedeno je 136 000 karata dijamanata, a lučki promet Abidjana je godinu kasnije premašio 750 000 t. Današnja Burkina Faso imala je 1 400 000 ovaca i koza. U Dahomeju je bilo osam srednjih škola, a u Nigeru se počelo s proizvodnjom riže naveliko.
Potkraj kolonijalnoga doba, ranih 1950-ih, u Francuskoj Zapadnoj Africi od oko 17 000 000 stanovnika kojih 63 000 nisu bili domoroci. Željezničkih pruga bilo je 3 846 km, zračnih luka 34, a proračun je iznosio 107 000 000 funti. Oko 9 200 000 ha zemlje bilo je obrađeno, a od toga je 116 400 pripadalo Europljanima. Bilo je 36 srednjih škola i 54 kina, a u jednoj pokrajini samo sedmorica stanovnika imali su završen fakultet. Jedini grad s pravim sveučilištem bio je Dakar u kojem je ono osnovano 1950. godine. U koloniji je bilo 360 000 deva. Narodi Francuske Zapadne Afrike govorili su ne manje od 120 različitih jezika, a dijelili su se u 27 narodnosti. 9 000 000 žitelja kolonije bili su sljedbenici tradicionalnih vjerovanja, 6 500 000 muslimani, a 1 000 000 kršćani.

## Guverneri
Guverneri Francuske Zapadne Afrike:
- Jean-Baptiste Chaudié : 1895. – 1900.
- Noel Ballay : 1900. – 1902.
- Ernest Roume : 1902. – 1907.
- William Merlaud-Ponty : 1908. – 1915.
- Joseph Clozel : 1916.
- Joost van Vollenhoven : 1917. – 1918.
- Martial Merlin : 1918. – 1923.
- Jules Carde : 1923. – 1930.
- Jules Brévie : 1930. – 1936.
- Marcel de Coppet : 1936. – 1938.
- Léon Cayla : 1939. – 1940.
- Pierre Boisson : 1940. – 1943.
- Pierre Cournarie : 1943. – 1946.
- René Barthès : 1946. – 1948.
- Paul Béchard : 1948. – 1951.
- Bernard Cornut-Gentille : 1952. – 1956.
- Gaston Custin : 1956-1957.

### Visoki komesari
- Gaston Custin : 1957. – 1958.
- Pierre Messmer : 1958.

## Vanjske poveznice
Sestrinski projekti
|  | Zajednički poslužitelj ima još gradiva o temi Francuska Zapadna Afrika |